# Regulator PI
Regulator PI (ang. proportional-integral controller) – w automatyce, regulator składający się z członu proporcjonalnego P o wzmocnieniu {\displaystyle K_{p}} oraz całkującego I o czasie całkowania {\displaystyle T_{i}.} Transmitancję regulatora PI określa się wzorem:
{\displaystyle G_{PI}(s)=K_{p}\left(1+{\frac {1}{T_{i}s}}\right).}
Regulatory typu PI pozwalają na eliminację wolnozmiennych zakłóceń, co przekłada się na zerowy uchyb ustalony, niemożliwy do osiągnięcia w regulatorach typu P lub typu PD. Wzmocnienie członu całkującego musi być jednak ograniczone, ponieważ wprowadza on ujemne przesunięcie fazowe, które osłabia tłumienie uchybu regulacji.